# Cratere Floss
Floss è un cratere lunare di 9 km situato nella parte sud-orientale della faccia visibile della Luna.